# Broquet
Pour les articles homonymes, voir Broquet (homonymie).
Broquet est une maison d'édition québécoise fondée en 1979 par Marcel Broquet et son épouse Françoise Labelle à Saint-Philippe-de-Laprairie, en Montérégie sous le nom des Éditions Marcel Broquet. Pendant son existence, la maison Broquet a publié des guides consacrés à la nature et à la culture québécoise. En 1990, la maison d'édition a changé de nom pour les Éditions Broquet. Cinq ans plus tard, elle déménage à L'Acadie, près de Saint-Jean-sur-Richelieu. Trois ans plus tard, elle déménage à Boucherville. En 2000, Marcel Broquet cède la maison d'édition à son fils, Antoine, après l'avoir dirigé pendant 21 ans. Depuis 2003, elle est située à Saint-Constant.